# Служба доставки Кікі (роман)
«Слу́жба доста́вки Кі́кі» (яп. 魔女の宅急便, Мадзьо но Таккюбін, букв. «Домашня експрес-доставка відьми») — дитячий фантастичний роман, написаний японською письменницею Ейко Кадоно й ілюстрований Акіко Хаясі. Уперше його опублікувало видавництво «Фукуйнкан Сьотен» 25 січня 1985 року. За книгою було знято однойменний анімаційний фільм режисера Хаяо Міядзакі, який випустила студія «Ґіблі» в 1989 році, а також однойменний художній фільм у 2014 році.
Книга була багаторазово відзначена нагородами в Японії. Завдяки цим успіхам Ейко Кадоно надихнуло написати ще п'ять книг як продовження. Останню з них було опубліковано 2009 року.

## Сюжет
Книга розповідає про пригоди молодої відьмочки Кікі. Її мати також відьма, а батько — звичайний вчений. Кікі виповнюєтьсяся тринадцять років і вона має покинути батьківський дім і провести рік свого життя самостійно в незнайомому місті, де немає інших відьом. Для проживання вона обирає приморське місто Коріко. Щоб було чим харчуватися, вона має працювати за своєю професією відьми. Але здатність Кікі обмежена лише вмінням літати й тому вона відкриває службу доставки, використовуючи свою літаючу мітлу в якості транспорту. Кікі супроводжує її компаньйон — чорний кіт Дзі-дзі, а на новому місці вона зустрічає й заводить дружбу з різними людьми.

## Назва
Слово таккюбін (宅急便, букв. «швидка домашня пошта») із оригінальної назви твору є торговою маркою японської компанії Yamato Transport, попри те, що воно використовується як синонім слова такухаібін (宅配便, букв. «пошта з доставкою додому»). Компанія не лише дозволила використання своєї торгової марки, хоча за японським законодавством це не обов'язково, але також зробила спонсорську підтримку анімаційному фільму, знятому за книгою, оскільки використовує в якості логотипа зображення чорної кішки, що несе кошеня.

## Нагороди й номінації
- 23-я Літературна премія імені Номи за дитячу літературу
- 34-а премія Сьогакукан за дитячу літературу
- Місце в почесному списку Міжнародної ради з дитячої та юнацької книги (IBBY) за 1986[3]

## Продовження серії про Кікі
- «Домашня експрес-доставка відьми 2: Кікі та її нова магія» (яп. 魔女の宅急便その2 キキと新しい魔法, Мадзьо но Таккюбін 2: Кікі то Атарасіі Махо) — друга книга серії. Опублікована 30 червня 1993 року. Ілюстрована Такако Хіроно[4].
- «Домашня експрес-доставка відьми 3: Кікі та ще одна відьма» (яп. 魔女の宅急便その3 キキともうひとりの魔女, Мадзьо но Таккюбін 3: Кікі то мо Хіторі но Мадзьо) — третя книга серії. Опублікована 20 жовтня 2000 року.
- «Домашня експрес-доставка відьми 4: Кохання Кікі» (яп. 魔女の宅急便その4 キキの恋, Мадзьо но Таккюбін 4: Кікі но Кой) — четверта книга серії. Опублікована 10 березня 2004 року.
- «Домашня експрес-доставка відьми 5: Чарівна жердина» (яп. 魔女の宅急便その5 魔法の止まり木, Мадзьо но Таккюбін 5: Махо но Томарігі) — п'ята книга серії. Опублікована 20 травня 2007 року.
- «Домашня експрес-доставка відьми 6: Кожен виліт» (яп. 魔女の宅急便その6 それぞれの旅立ち, Мадзьо но Таккюбін 6: Сорезоре но Табідачі) — шоста книга серії. Опублікована 7 жовтня 2009 року.